# 雾灵沙参
雾灵沙参（学名：Adenophora wulingshanica）是桔梗科沙参属的植物，为中国的特有植物。分布在中国大陆的河北等地，生长于海拔1,200米至1,700米的地区，多生在石灰岩山沟灌丛及草地中，目前尚未由人工引种栽培。